# Стругове виймання

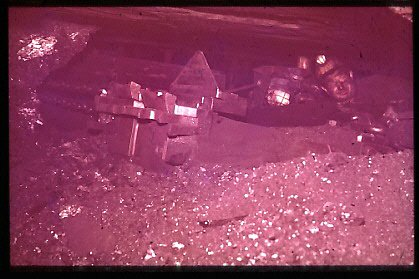
Стругова виїмка. Струг у лаві.

Стругове виймання, стругова виїмка (англ. plough extraction, plough winning) – спосіб вузькозахватного виймання вугілля, за якого відокремлення корисних копалин від масиву здійснюється тонкими стружками (товщиною 0,15-0,3 м, при активних стругах – 0,4-0,5 м) при високих швидкостях руху (до 36-90 м/хв) виконавчого органу стругових установок. Найбільш ефективна область застосування стругового виймання, в порівнянні з комбайновим, - тонкі (до 1,5 м) і дуже тонкі пласти. Широко застосовується в Донецькому басейні. Переваги стругового виймання – невеликий вихід штибу і значний вихід крупних і середніх сортів вугілля, що особливо важливо при вийманні антрацитів.